# فولكر أبرامتشيك
فولكر أبرامتشيك (بالألمانية: Volker Abramczik) هو لاعب كرة قدم ألماني سابق في مركز المهاجم ، لعب لأندية شالكه 04 ودويسبورغ وروت فايس إيسن ، وهو شقيق أصغر للاعب روديغر أبرامتشيك.

## روابط خارجية
- فولكر أبرامتشيك على موقع قاعدة بيانات كرة القدم.إي يو (الإنجليزية)
- فولكر أبرامتشيك على موقع بيانات كرة القدم. دي إي (الألمانية)
- فولكر أبرامتشيك على موقع عالم كرة القدم.نت (الإنجليزية)